# Constante de Landau-Ramanujan
En théorie des nombres, la constante b de Landau-Ramanujan apparaît dans le résultat de Landau de 1908 qui établit que le nombre d'entiers naturels inférieurs à x qui sont la somme de deux carrés est asymptotiquement équivalent à 
{\displaystyle {\frac {bx}{\sqrt {\ln x}}}},
lorsque x tend vers l'infini. Cette constante a été redécouverte indépendamment par Ramanujan en 1913. 
Cette constante se développe en produit eulérien :
{\displaystyle b={\frac {1}{\sqrt {2}}}\quad \prod _{p\equiv 3{\bmod {4}}}\quad \left(1-{\frac {1}{p^{2}}}\right)^{-1/2}\approx 0{,}764~223} (suite A064533 de l'OEIS).
Puisque ζ(2) = π2/6, une expression équivalente est :
{\displaystyle b={\frac {\pi }{4}}\quad \prod _{p\equiv 1{\bmod {4}}}\quad \left(1-{\frac {1}{p^{2}}}\right)^{1/2}}.